# Birgir Ísleifur Gunnarsson
Birgir Ísleifur Gunnarsson (født i Reykjavík 19. juli 1936, død 28. oktober 2019) var en tidligere islandsk advokat, politiker fra Selvstændighedspartiet og nationalbankdirektør. Han var borgmester i Reykjavík 1972-78.
Birgir er søn af højesteretsdommer Gunnar Espólín Benediktsson (født 30. juni 1891, død 13. februar 1955) og husmoder Jórunn Ísleifsdóttir (født 2. oktober 1910). Birgir tog studentereksamen (stúdentspróf) fra Menntaskólinn í Reykjavík i 1955 og juridisk embedseksamen fra Háskóli Íslands 1961.
Han var formand for Samband ungra sjálfstæðismanna (Selvstændighedspartiets Ungdom) 1961–63 og drev egen advokatvirksomhed i Reykjavík 1963–72. Han var borgmester i Reykjavík fra december 1972 til maj 1978, derefter arbejdede han med forskellige politiske hverv for kommunen indtil december 1979. Fra 8. juli 1987 til 28. September 1988 sad han som undervisningsminister i Þorsteinn Pálssons regering.
Birgir var direktør for landets nationalbank, Seðlabanki Íslands, fra 1991 til 2005.